# Biblioteca del Banco Central de Venezuela
Biblioteca Ernesto Peltzer o Biblioteca del BCV es una biblioteca pública localizada en el Municipio Libertador de Caracas, al oeste del Distrito Metropolitano de Caracas, Venezuela. Pertenece al Banco Central de Venezuela, y está enfocada en el área económica.
Aunque está abierta al público en general su acceso es restringido a estudiantes de nivel secundario o primario. Se promueve por el contrario el acceso de docentes, investigadores y estudiantes universitarios. Fue establecida en el año 1941.
Posee más 100 mil libros, una hemeroteca y diversas colecciones, entre ellas una electrónica, además de variedad de libros, documentos y revistas.